# Балут (вулкан)
Балут (таг. Balut) — вулкан, расположен на одноимённом острове, у южной оконечности острова Минданао в провинции Западный Давао, Филиппины. Другое название вулкана Сангуил или Сарангани.
Балут — стратовулкан высотой 862 м над уровнем моря. Исторических извержений не зафиксировано. В 1641 году сообщалось об извержении некоего вулкана к югу от острова Минданао, который покрыла темнота. Многие думали, что это извержение вулкана Балут, но впоследствии оказалось, что это оказалось извержение вулкана Паркер, находящегося в 80 километрах к северо-западу от вулкана Балут.
Горячие источники расположены на западных и юго-западных склонах.